# Spionen fra Tokio

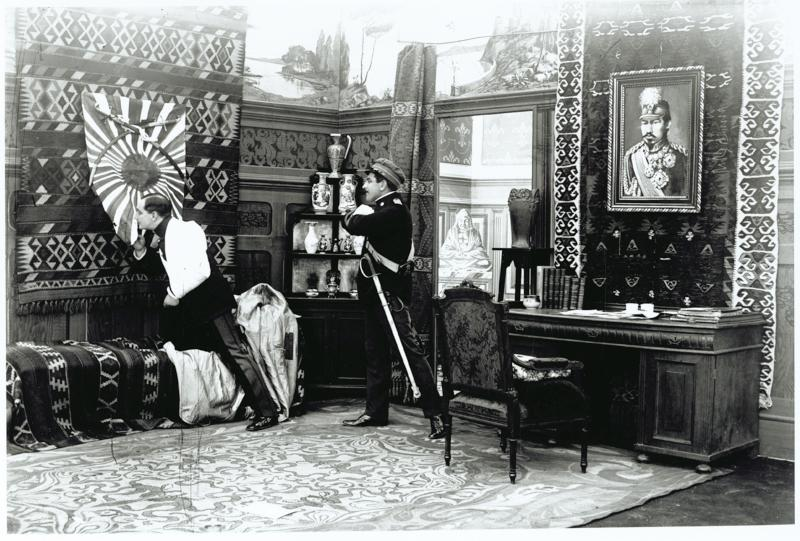

Spionen fra Tokio è un cortometraggio muto del 1910 diretto da August Blom.

## Produzione
Il film fu prodotto dalla Nordisk Film.

## Distribuzione
In Danimarca, il film uscì in sala il 17 novembre 1910. Importato negli Stati Uniti dalla Great Northern Film Company, venne distribuito dalla Motion Picture Distributors and Sales Company il 7 gennaio 1911.